# ЙЦУКЕН
ЙЦУКЕН — основная русскоязычная раскладка клавиатуры компьютеров, пишущих машинок и других устройств с функцией ввода текста.
Название произошло от 6 левых знаков верхнего ряда раскладки. Прообраз раскладки появился в конце XIX века, в середине 1950-х годов раскладка стала похожа на современную. Некоторые изменения происходили в 1990-е годы, связано это было с развитием и повсеместным распространением вычислительной техники.

## История
Раскладку придумали в США в конце XIX века (в СССР производство собственных пишущих машинок было налажено только к 1930-м годам). Конструкция печатающего узла была достаточно отработанной, и важнейшие буквы расположили под указательными пальцами — в отличие от QWERTY. В то время раскладка официально называлась «стандарт-клавиатура». Буквы Ц и Э размещались среди цифр, а цифры 0, 1 и 3 вообще отсутствовали, так как считалось, что их можно было заменить буквами О, І и З.
Экономия некоторых символов и букв была распространённой традицией, которая прослеживалась с момента создания пишущих машинок. В русских раскладках зачастую экономили букву Ё, точку с запятой, звёздочку и скобки. При этом часть знаков заменялась внешне схожими, как это было с цифрами 0, 1, 3; другую часть получали так называемым «составным методом», заключавшимся в том, что несколько знаков печатались друг поверх друга.

## Варианты раскладок
На основе расположения основных знаков ЙЦУКЕН существует несколько вариантов раскладок.

### Русская
В большинстве современных операционных систем для русского языка по умолчанию используется следующая раскладка:
Такое расположение буквы Ё и знаков на верхнем ряду было впервые введено компанией Microsoft для Windows 3.1. На большинстве современных клавиатур с русской раскладкой знаки нанесены согласно этой схеме.

### Русская (машинопись)
В качестве альтернативного варианта в Microsoft Windows доступна раскладка «Русская (машинопись)» (англ. Russian (Typewriter)), отличающаяся в расположении небуквенных знаков и буквы Ё, что точнее соответствует традиционным пишущим машинкам и удобнее для скоростного набора, так как знаки препинания набираются без использования ⇧ Shift, в то время как для набора цифр в верхнем ряду необходимо использовать ⇧ Shift.
В OpenSolaris и других Unix-подобных операционных системах эта раскладка является стандартной. Раскладка соответствует ГОСТ 6431—75.

### Apple
Клавиатуры, компьютеры и ОС Mac OS, выпускаемые компанией Apple, до сих пор поставляются со своей собственной фирменной раскладкой, созданной в середине 1990-х годов. Используется раскладка ЙЦУКЕН, однако буква Ё располагается справа во втором буквенном ряду. Главное же отличие — в расположении знаков препинания: точка и запятая вводятся на цифровом ряду через ⇧ Shift, двоеточие, точка с запятой и знак процента располагаются на других кнопках. Также имеется возможность с помощью сочетаний с ⌥ Option набирать дополнительные символы и буквы других славянских языков. Кроме того, в ОС Mac OS существуют свои фонетические раскладки на основе QWERTY, QWERTZ и AZERTY.

## Раскладки на основе «ЙЦУКЕН»
На основе русской раскладки были созданы раскладки для всех языков бывшего СССР и Российской империи, использующих или использовавших кириллицу. На данный момент существуют официальные (то есть поддерживаемые производителями программного обеспечения, такими как Microsoft) раскладки для следующих языков: азербайджанский, башкирский, белорусский, казахский, киргизский, таджикский, татарский, узбекский, украинский, якутский. Для остальных языков существует множество самодельных пользовательских раскладок, прежде всего в системах GNU/Linux.
Белорусская и украинская раскладки появились ещё в системе Windows 95. Азербайджанская, казахская, киргизская, татарская и узбекская стали доступны начиная с Windows XP. Башкирская и таджикская — с Windows Vista. Якутская — с Windows 7.

### Татарская
Русские буквы и дополнительные символы доступны по одновременному нажатию и удержанию клавиши AltGr (правый Alt) и соответствующей буквы. Эта раскладка также подходит для туркменского и калмыцкого.

### Киргизская
Киргизские буквы набираются одновременным нажатием и удержанием клавиши AltGr (правый Alt) и соответствующей буквы.

### Удмуртская
Ижевским историком и лингвистом Денисом Сахарных были созданы две раскладки клавиатуры для удмуртского: основная версия использует для удмуртских букв нижний регистр цифрового ряда, альтернативная версия заменяет редко использующиеся русские буквы на удмуртские (по образцу татарской раскладки). В дальнейшем была создана также раскладка, в которой удмуртские буквы вызываются путём нажатия клавиш с соответствующими русскими глифами и AltGr. Удмуртская раскладка с заменой нижнего регистра цифрового ряда на удмуртские буквы является стандартной в дистрибутивах Linux.

### Марийская
Для марийского языка существует коми-удмуртско-марийская раскладка.

## Монгольская (ФЦУЖЭН)
Монгольская раскладка основана на модифицированной версии раскладки ЙЦУКЕН, названная ФЦУЖЭН, где буквы, относящиеся к русскому языку, заменяются буквами, которые больше используются в монгольском языке.

## Другие кириллические раскладки

### Сербская и Черногорская
Единственная «мёртвая» клавиша используется для ввода македонских букв «Ѓ ѓ» и «Ќ ќ», а также машинописного апострофа (в сочетании с клавишей «пробел»): «м. к. á», «К к» → «Ќ ќ», «м. к. á», «пробел» → «'».
Также используется клавиатура сербской латиницы, в которой на месте каждой кириллической буквы стоит соответствующая латинская. Та же самая раскладка используется в Хорватии и Боснии и Герцеговине.

### Болгарская
Стандартная болгарская раскладка от 2006 года
Эта версия раскладки доступна в Windows Vista и выше.
Заглавные версии букв «Ь» и «Ы» тоже можно набирать, но только при включённом режиме Caps Lock. Заглавную версию буквы «Ѝ» можно набирать с помощью дополнительной клавиши, а при её отсутствии — аналогично букве «Ы» (в режиме Caps Lock с зажатой «Shift»).
Фонетическая кириллическая раскладка для болгарского языка от 2006 года (также известная как «ЯВЕРТЪ»).